# Otaviano Romero Monteiro
Otaviano Romeiro Monteiro (Rio Largo, 31 de janeiro de 1908 – Atenas, 10 de agosto de 1951), mais conhecido como Fon-Fon, foi um compositor, maestro e instrumentista brasileiro. Foi o primeiro maestro a utilizar naipes de saxofones, trombones e trompetes, dando a sua orquestra uma sonoridade especial.

## Vida e carreira artística
Nascido em Santa Luzia do Norte, então distrito de Rio Largo, Otaviano iniciou suas atividades musicais aos dez anos, tocando pífano. Pouco depois, mudou-se para Recife, PE, e entrou para o colégio Batista, mas logo abandonou os estudos e voltou para sua cidade natal. Foi convidado a trabalhar no interior do estado de São Paulo. Lá chegando, decidiu ficar na capital, mas, sem carteira de reservista e, logo, sem possibilidade de conseguir emprego, ingressou no Batalhão de Polícia, com a intenção de fazer parte da banda musical, o que não conseguiu uma vez que não sabia ler música. Assim, ele abandonou a força pública paulista e se mudou para Maceió, AL, empregando-se como correntista de escritório e começando a estudar música.
Em 1927, mudou-se para o Rio de Janeiro e ingressou no 2º Regimento de Infantaria. Ali, aperfeiçoou seus conhecimentos musicais com o mestre de frevo Garrafinha, contramestre da banda do regimento. Aprendeu a tocar saxofone com o músico Dedé, que lhe deu seu apelido, pois ao tocar o instrumento, não tirava os agudos corretamente, produzindo apenas um simples “fon-fon”.
Abandonou o Exército três anos depois, dedicando-se apenas à música, tornando-se membro da orquestra de Romeu Silva, com quem fez uma viagem à Argentina, onde ficou por um ano. Fez sua primeira gravação em 1933, interpretando ao saxofone o choro “Cláudio” (Paulino de Oliveira Santos), com acompanhamento de conjunto regional.
Em 1935, criou sua própria orquestra, para atuar no Cassino Assírio, no Rio de Janeiro, que consistia de Aristides Zacarias (clarinete), Fats Elpídio (piano), Pernambuco (pistom) e Moisés Friedman (bateria), entre outros. Em 1941, ele e sua orquestra fizeram uma excursão à Argentina.
De volta ao Brasil, entre 1942 e 1947, na Odeon, sua orquestra fez o acompanhamento nas gravações de diversos artistas, entre eles, Ataulfo Alves, Jararaca & Ratinho, Dircinha Batista, Emilinha Borba, Francisco Alves, Joel & Gaúcho e Araci de Almeida. Em 1944, Odete Amaral gravou seu choro “Murmurando”, com letra de Mário Rossi, que se tornou um clássico do choro cantado.
Em 1947, a convite do Club de Champs Elysées, ele e sua orquestra foram a Paris, França, e permaneceram na Europa por quatro anos, apresentando-se em diversos países. Fon-Fon veio a falecer durante essa excursão em Atenas, na Grécia. Durante a viagem, eles gravaram seu único LP pelo selo London: “Fon-Fon et la musique del Brésil”, nunca editado no Brasil.